# Székelykáposzta
La székelykáposzta, conosciuto anche come "stufato di cavolo a la Székely" o "gulasch Székely" (conosciuto come segedínský guláš in ceco, segedínsky guláš in slovacco, Szegediner Gulasch in tedesco, segedin golaž in sloveno e gulasz segedyński in polacco), è un piatto caratteristico della cucina ungherese e della Europa centrale. Contrariamente al suo nome, non proviene dal popolo di Székely e la cucina tradizionale della Transilvania non lo riconosce.

## Storia
Secondo la leggenda la ricetta di questo piatto è attribuita a József Székely, archivista provinciale del XIX secolo, contemporaneo e amico del poeta ungherese Sándor Petőfi.  Nel 1846, mentre cenavano al Giardino Komló in via Gránát a Pest, scoprirono che i piatti disponibili stavano finendo. Su richiesta di Székely, il locandiere servì un intruglio preparato mescolando i crauti stufati avanzati con lo spezzatino di maiale. Presumibilmente Petőfi ordinò lo stesso piatto in un'altra occasione, chiamandolo "cavolo Székely".
La ricetta non si trova nel libro di cucina franco-ungherese del 1881 di József C. Dobos, ma nel "Valódi magyar szakácskönyv" di Ágnes Zilahy del 1891 nella sezione relativa ai contorni.
La presenza occasionale del "gulasch di Szeged" nei menù internazionali è probabilmente il risultato di un malinteso sul nome "goulash Székely" a Vienna. In alternativa, il nome può suggerire l'inclusione della paprika. In Ungheria, "gulasch di Szeged" si riferisce a un piatto diverso a base di verdure e Knödel.
Viene tipicamente servito con fette di Knödel simili a pane, accompagnato da un vino rosso leggero e speziato (come il kadarka), panna acida fredda e crema di peperoncino.